# Оттенталь
Оттенталь (нем. Ottenthal) — коммуна (нем. Gemeinde) в Австрии, в федеральной земле Нижняя Австрия. 
Входит в состав округа Мистельбах.  Население составляет 617 человек (на 31 декабря 2005 года). Занимает площадь 15,46 км². Официальный код  —  31658.

## Политическая ситуация
Бургомистр коммуны — Альберт Граф (АНП) по результатам выборов 2005 года.
Совет представителей коммуны (нем. Gemeinderat) состоит из 15 мест.
- АНП занимает 12 мест.
- СДПА занимает 3 места.